# Pedro Gil-Pedro
Pedro Gil-Pedro (Sesimbra, 1973) é um escritor português.

### Livros
Para que Ninguém Sobreviva ao Perdão, Maia, Cosmorama Edições de Poesia, 2008
Animais Cheios de Movimento no Inverno, Vila Nova de Famalicão, quasi edições, 2002

### Antologias
Os Dias do Amor, Ministério dos Livros, 2009
Os Chamadores: Cancioneiro de Sesimbra, Vol. I. Sesimbra, Câmara Municipal de Sesimbra, 2002
Poesia à Mesa, Vila Nova de Famalicão, Quasi Edições, 2004

### Poesia Dispersa
Pairie Schooner, Spring 2009, University of Nebraska Lincoln, 2009
Sulscrito, n.º 2, Junho 2008
Saudade – Revista de Poesia, n.º 4 - Junho. Amarante, Associação Amarante Cultural, 2003
Alma Azul – revista de artes e ideias, n.º 6 – Abril. Coimbra, Alma Azul, 2002